# آدام کی (نویسنده)
آدام کی (انگلیسی: Adam Kay؛ زادهٔ ۱۲ ژوئن ۱۹۸۰) کمدین اهل بریتانیا است که به خاطر نویسندگی مجموعه‌های تلویزیونی پسران خانم براون، میچل و وب و همچنین نگارش کتاب پرفروش این درد داره مشهور است. «این درد داره» خاطرات وی هنگامی که دکتر اورژانس بود را روایت می‌کند.
وی علناً همجنس‌گراست و با همسرش، یکی از تهیه‌کنندگان مجموعه تلویزیونی بازی تاج‌وتخت با نام جیمز فارل زندگی می‌کند. 